# Sé titular de Lindisfarne
A Diocese de Lindisfarne (em latim: Diœcesis Lindisfarnensis) é uma sé titular da Igreja Católica Romana.

## História
A antiga diocese monástica anglo-saxônica de Lindisfarne existiu como sé regular desde o século VII até que o bispo Alduno a transferiu para Durham em 995.
Em 1970, o Papa Paulo VI a reviveu como o nome de uma sé titular (em latim: Lindisfarna). Os três primeiros titulares de cargos serviram como bispos auxiliares na Diocese de Westminster. O quarto é um núncio apostólico e recebeu o título pessoal de arcebispo. Em 2024, todos os bispos titulares de Lindisfarne eram britânicos ou irlandeses.

## Bispos titulares
- Victor Guazzelli (1970 –2004);[4]
- John Arnold (2005–2014), mais tarde Bispo de Salford;
- John Wilson (2016–2019), mais tarde Arcebispo de Southwark;[5]
- Michael Francis Crotty, com a dignidade de arcebispo (2020 – presente).[6][7]